# Bessins
Bessins é uma comuna francesa na região administrativa de Auvérnia-Ródano-Alpes, no departamento de Isère. Estende-se por uma área de 4,65 km². Em 2010 a comuna tinha 116 habitantes (densidade: 24,9 hab./km²).